# Eudioctria brevis
Eudioctria brevis là một loài ruồi trong họ Asilidae. Eudioctria brevis được Banks miêu tả năm 1917. Loài này phân bố ở vùng Tân Bắc giới.